# Craig Frost
Craig Frost (* 20. dubna 1948, Flint, Michigan, USA) je americký hráč na klávesové nástroje ve skupině Boba Segera Silver Bullet Band. Známější je z vystupování ve skupině Grand Funk Railroad v 70. letech 20. století.
Rozšířil trio Grand Funk a jeho příchodem skupina získala novou dimenzi hudebního stylu. To bylo zřejmé hned po jeho příchodu v roce 1973 na hitu Grand Funk č.1 The Loco-Motion (coververze hitu umělkyně Little Eva) z alba We're an American Band. Společně s bubeníkem Donem Brewerem se výrazně podílel na tvorbě repertoáru skupiny Grand Funk.
Po prvním rozpadu Grand Funk v roce 1977, Frost společně se spoluhráči Brewerem a Mel Schacherem založili krátkodobě působící skupinu Flint. Po rozpadu skupiny Flint, odešel do Segerovy skupiny Silver Bullet Band, kde působil dvě desetiletí. V červenci 2005 hrál, poprvé od roku 1977, společně s Grand Funk na koncertu v Michiganu.
Hraje na varhany, syntetizér, piano a klávesové nástroje.